# 约亚兹·亨德尔
约亚兹·亨德尔（希伯來語：‎，1975年5月22日—）是一位以色列历史学家、新闻工作者与政治人物，曾两度担任以色列通信部部长，主要作品有《以色列与伊朗：影子战争》（Israel vs. Iran: The Shadow War，与雅科夫·卡茨合著）等。